# Historia de la frivolidad
Historia de la frivolidad s un programa especial de TV, estrenat en Televisió espanyola el 9 de febrer de 1967, amb direcció de Narciso Ibáñez Serrador, guions del propi Serrador i de Jaime de Armiñán i música d'Augusto Algueró.

## Argument
La pel·lícula narra, en forma de sketchs humorístics, la història de l'erotisme i els esforços agosarats per a ocultar els encants del cos humà, des d'Adam i Eva fins al segle xx, amb la narració de La Conferenciante (interpretada per Irene Gutiérrez Caba) com a fil conductor. Es mostra així que van ser les integrants de la Lliga Femenina contra la Frivolitat - personatges precursors dels futurs tacañones del concurs Un, dos, tres... responda otra vez - les que van incorporar la fulla de parra al nu abillament del primer home i la primera dona. Es presencia el primer strip-tease, el de Salomé, viciós costum que va continuar en l'Edat mitjana. Segons avança la història, es pot contemplar el descobriment de les Índies des d'una nova perspectiva o els problemes causats per la prohibició d'Isabel I d'Anglaterra que les dones trepitgessin els escenaris, amb una Julieta interpretada per José Luis Coll (amb Jaime Blanch com Romeo). L'evolució posterior no va ser gaire més favorable, segons el parer de les puritanes, amb la belle-epoque i l'arribada del cinema. L'esperança queda en mans d'un futur on la carn sigui substituïda per la llanda dels robots.

## Història del projecte
La idea de filmar un programa especial de televisió va sorgir de la ment del llavors Director General de RTVE Adolfo Suárez i de Juan José Rosón. La intenció era mostrar a l'exterior la imatge d'una Espanya moderna i tolerant que millorés la paupèrrima impressió que tenien del règim franquista en aquell moment les democràcies occidentals.
L'encàrrec va ser encomanat a un ja llavors prestigiós Narciso Ibáñez Serrador que al costat de Jaime de Armiñán va il·luminar el que en principi degué dir-se Historia de la censura. Un espectacle summament irònic que amb un subtil sentit de l'humor, posava en evidència un de les majors vicis del franquisme.
Però l'espai va topar precisament a fi de la seva burla: En primer lloc va haver de modificar-se el títol, que va quedar suavitzat com a Història de la frivolitat. El contingut del programa tampoc va comptar amb l'aquiescència de Francisco Gil Muñoz, llavors censor oficial de TVE, qui va amenaçar amb dimitir si l'espai s'emetia.
El programa es va presentar al Festival de Televisió de Montecarlo, l'organització de la qual va exigir no obstant això, que per a participar devia abans haver-se estrenat. El programa finalment es va emetre al caient de la mitjanit i després d'haver-se anunciat la fi de la programació del dia i haver-se emès l'himne nacional.
Finalment, Historia de la frivolidad és considerada com un dels espais més emblemàtics de la història de la televisió en Espanya.

## Moments destacables
Entre els múltiples sketches que integren l'especial, figuren els següents que han passat a la història de la televisió en Espanya:
- Les integrants de Lliga Femenina contra la Frivolitat, amb Irene Gutiérrez Caba al capdavant, abrigallada per Rafaela Aparicio, Lola Gaos, Pilar Muñoz i Margot Cottens) entonen el seu himne la lletra de la tornada de la qual resa Som puritanes [...]. Usem tisores, usem tinters […]. Tallem, trenquem, tirem esborralls, […] baixem les faldilles, pugem escots.

- En plena edat mitjana, una jove (Irán Eory) protagonitza un strip-tease en el qual es despulla de la seva armadura i que la portarà finalment a la foguera.

- En el descobriment d'Amèrica, els navegants espanyols (Zori, Santos i Codeso), en albirar la costa criden en contemplar una índia lleugera de roba Aquí estan les índies!, quina barbaritat!.

## Repartiment
- Irene Gutiérrez Caba... La conferenciant
- Margot Cottens... Ajudant de la conferenciant
- Rafaela Aparicio... Ajudant de la conferenciant
- Pilar Muñoz... Ajudant de la conferenciant
- Lola Gaos... Ajudant de la conferenciant
- Luis Morris... Adam
- Teresa Gimpera... Eva
- Josefina Serratosa... Dona de la Prehistòria modelant
- Mary Paz Pondal... Dona de la Prehistòria modelant / Mòmia egípcia
- Regine Gobin ... Salomé
- Enrique Navarro ... Herodes
- Antonio Riquelme... Revenedor d'entrades al Coliseu
- Narcíso Ibáñez Menta... Bàrbar en una bacanal romana
- Emilio Laguna... Pregoner a l'edat mitjana
- Irán Eory... Donzella de l'edat mitjana que fa un strip-tease
- Cris Huerta ... Espectador del striptease
- Ricardo Palacios... Espectador del strip-tease
- Luis Sánchez Polack... Venedor de fogueres en l'Edat mitjana (personatge sense acreditar) / Rodrigo de Triana
- Fernando Santos... Cristòfor Colom
- Tomás Zori... Pintor
- Diana Darvey ... l'Índia
- Agustín González... William Shakespeare
- Fernando Rey... Cavaller que parla amb William Shakespeare
- Ketty De la Cámara ... Espectadora al Teatre del Globe
- Beatriz Savon ... Venedora en el Teatre del Globe amb brusa descotada
- Jaime Blanch... Romeu
- José Luis Coll... Julieta
- Álvaro De Luna... Otel·lo
- Javier De Paul ... Desdèmona
- Pedro Sempson... Hamlet
- José María Prada... Ofèlia
- Emilio Gutiérrez Caba... Cavaller al Palau de Versalles
- Alberto Berco... Cavaller al Palau de Versalles
- Roberto Llamas ... Cavaller al Palau de Versalles
- Luis Rico ... Cavaller al Palau de Versalles
- Rodolfo Del Campo ... Cavaller al Palau de Versalles
- María Saavedra ... Dama al Palau de Versalles
- Verónica Luján ... Dama al Palau de Versalles
- Sofia Casares ... Dama al Palau de Versalles
- Gia Lindstan ... Dama al Palau de Versalles
- Very Clot ... Dama al Palau de Versalles
- Margit Kocsis... Noia a la banyera
- Margaret Merry ... Turista a la plaça de toros
- Judit Stephen ... Turista a la plaça de toros
- Manuel Codeso... Torero
- Paloma Valdes... Elizabeth
- Julio Pérez Tabernero ... Home que busca a Elizabeth a l'aeroport
- Francisco Morán... Manuel, el Cortijero
- Elisa Montés... Cora

## Premis
Historia de la frivolidad és la producció més premiada en la història de TVE:
- Nimfa d'Or del Festival de Montecarlo.
- Rose d'Or i primer Premi de la Premsa del Festival de Montreux.
- Targa d´Argento del festival de Milà.